# Olga Bauer-Pilecka

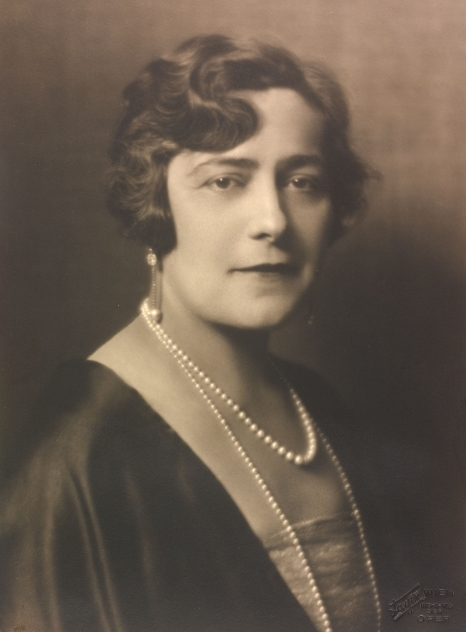
Olga Bauer-Pilecka, 1927. Foto: Georg Fayer

Olga Bauer-Pilecka, auch Olga Bauer von Pilecka und Olga Bauer (* 14. Februar 1887 als Olga von Pilecka in Rawa-Ruska, Galizien; † 2. Juli 1941 in Wien) war eine österreichische Oratorien- und Konzertsängerin.

## Leben und Werk
Olga Bauer-Pilecka wuchs in Lemberg auf. Sie stammte aus einer polnischen Adelsfamilie, die viel Wert auf Musikalität legte. Als Kind lernte sie Klavier zu spielen, mit 12 Jahren sang sie im Chor einer Klosterschule. 1904 wurde sie in Wien Schülerin der Sängerin Rosa Papier-Paumgartner. 1912 schloss sie ihr Studium des „Solo-Gesangs“, wofür sie ein Stipendium der Czartorisky-Stiftung erhielt, an der Akademie für Musik und darstellende Kunst mit „vorzüglichem Erfolge“ ab. Noch im gleichen Jahr trat sie erstmals im Theater an der Wien auf und debütierte am Dortmunder Stadttheater. 1913 heiratete sie den Wiener Gynäkologen Bernhard A. Bauer, mit dem sie eine Tochter, Johanna, bekam. Ab 1915 trat sie im Wiener Konzerthaus auf. Von 1917 bis 1928 war sie Mitglied der Wiener Hof- bzw. Staatsoper und übernahm die Hauptrollen der Mercedes in der Oper Carmen von Georges Bizet; der Amneris in Aida und der Ulrica in Ein Maskenball von Giuseppe Verdi, der Brangäne in der Oper Tristan und Isolde, der Fricka in Das Rheingold und der Erda in Sigfried von Richard Wagner sowie des Prinzen Orlovsky in der Operette Die Fledermaus von Johann Strauss (Sohn). Insbesondere als Konzertsängerin feierte sie Erfolge, z. B. von 1915 bis 1925 im Wiener Konzerthaus und 1921 bei den Salzburger Festspielen im Salzburger Dom. In Oldenburg, Warschau und Prag trat sie bei Gastspielen auf. In Amsterdam wirkte sie unter der Leitung von Arnold Schönberg in dessen Gurre-Liedern mit. Ab 1924 war sie regelmäßig auf Radio Wien zu hören.

## Fiba-Verlag O. Bauer
1927 gründete Ida Fischer den Fiba-Verlag (mit Versandbuchhandlung), in den Olga Bauer 1928 einstieg und nach dem Ausscheiden Fischers ab 1928 als Fiba-Verlag O. Bauer alleine weiterführte. Im selben Jahr ließ sie an der Staatsoper pensionieren und widmete sich ganz dem Verlag. Sitz der Verlags- und Versandbuchhandlung war in der Gumpendorfer Straße 14 im 6. Wiener Gemeindebezirk. Das Verlagsprogramm umfasste neben Ratgebern und Reiseführern auch Romane und Biographien, häufig Judaica, z. B. die 1934 erste Ausgabe der berühmten Biographie von Theodor Herzl von Alex Bein und die Autobiographie O, diese Künstler. Indiskretionen eines Managers von Hugo Knepler. Der Vertrieb von Büchern zu jüdischen Themen wurde nach dem Anschluss Österreichs an Deutschland verboten. Es musste für den Verlag, der stets mit finanziellen Schwierigkeiten zu kämpfen hatte, das „Verzeichnis über das Vermögen von Juden nach dem Stand vom 27. April 1938“  eingereicht werden, da Olga Bauer als "jüdisch versippt" eingestuft worden war. Aufgrund der Unterfinanzierung wurde er „infolge Kleinbetriebs“ geschlossen und Ende 1938 aus dem Handelsregister gelöscht.

## Bibliographie
- Peter Clausen: Unveröffentlichte Biografie 2021
- Das Jahrbuch der Wiener Gesellschaft. Biographische Beiträge zur Wiener Zeitgeschichte. Hg. von Franz Planer, Wien 1929.
- Franz Hadamowsky/Alexander Witeschnik: Hundert Jahre Wiener Oper am Ring [Jubiläumsausstellung]. Aktionskomitee 100 Jahr-Feier d. Wiener Staatsoper, Wien 1969, S. 115.